# 迈克·詹姆斯 (1975年)
迈克尔·拉蒙特·詹姆斯（英語：Michael Lamont James，1975年6月23日—），生于纽约州阿米提维尔，美国职业篮球运动员，司职控球后卫。

## 大学时期
在迪尤肯大学打球期间，詹姆斯是大学历史上抢断第三多(201)、助攻第五多(348)、得分第十多(1,411)的球员，四年级时入选了当年大西洋十大联盟的全明星第一阵容，但是他在1998年NBA选秀大会上未被任何球队相中。

## NBA时期
在2001-02赛季詹姆斯以自由球员的身份加盟了迈阿密热火，此后还先后效力过波士顿凯尔特人、底特律活塞队、密尔沃基雄鹿队、休斯敦火箭队、多伦多猛龙队和明尼苏达森林狼队，取得了场均11.9分。
詹姆斯是2004赛季NBA总冠军球员底特律活塞队的成员，2005-06赛季在猛龙队期间他还取得了首发控球后卫的位置，那个赛季中他拿下了职业生涯最高的单季场均20.3分、5.8次助攻和3.3个篮板，投篮命中率也达到47%并且还有全联盟领先的44.2%的三分球命中率。他是NBA历史上第一位在选秀中落选但得到赛季场均超过20分的球员。
2005年10月4日，由于詹姆斯与麦迪的矛盾，而被转会去多伦多猛龙以换取拉夫·阿尔斯通。詹姆斯带给了多伦多猛龙队很大的贡献，是当时球员仅次于克里斯·波什的得分手，在对老东家活塞的一场比赛中更是打出了他职业生涯最高的39分。
2006年4月11日，詹姆斯成为了多伦多猛龙队队史上第一位连续四场比赛都取得30分以上得分的球员，这一成绩甚至是当年球队第一得分手文斯·卡特也未能完成的。 
2006年7月11日，詹姆斯以自由球员合同加盟了明尼苏达森林狼。这是一份四年的大约2500万的合约，还包括了最后一年球员选项的要求以及如果被交易工资则自动上调15%的交易解约条款。在2006-07赛季的大部分时间里在森林狼队的詹姆斯上场时间受到了很大的限制，只有得到场均出场25分钟，比在猛龙时期少了足足12分钟的上场时间，其首发位置也逐渐为新人兰迪·弗耶夺去。
2007年6月14日，官方正式宣布，詹姆斯和他的队友贾斯汀·里德一同转会休斯敦火箭，而森林狼换取了火箭的前锋朱万·霍华德，这也是詹姆斯第二次加盟火箭队。
2008年2月21日，詹姆斯和队友邦齐·韦尔斯被交易到新奥尔良黄蜂队。